# Belle Center

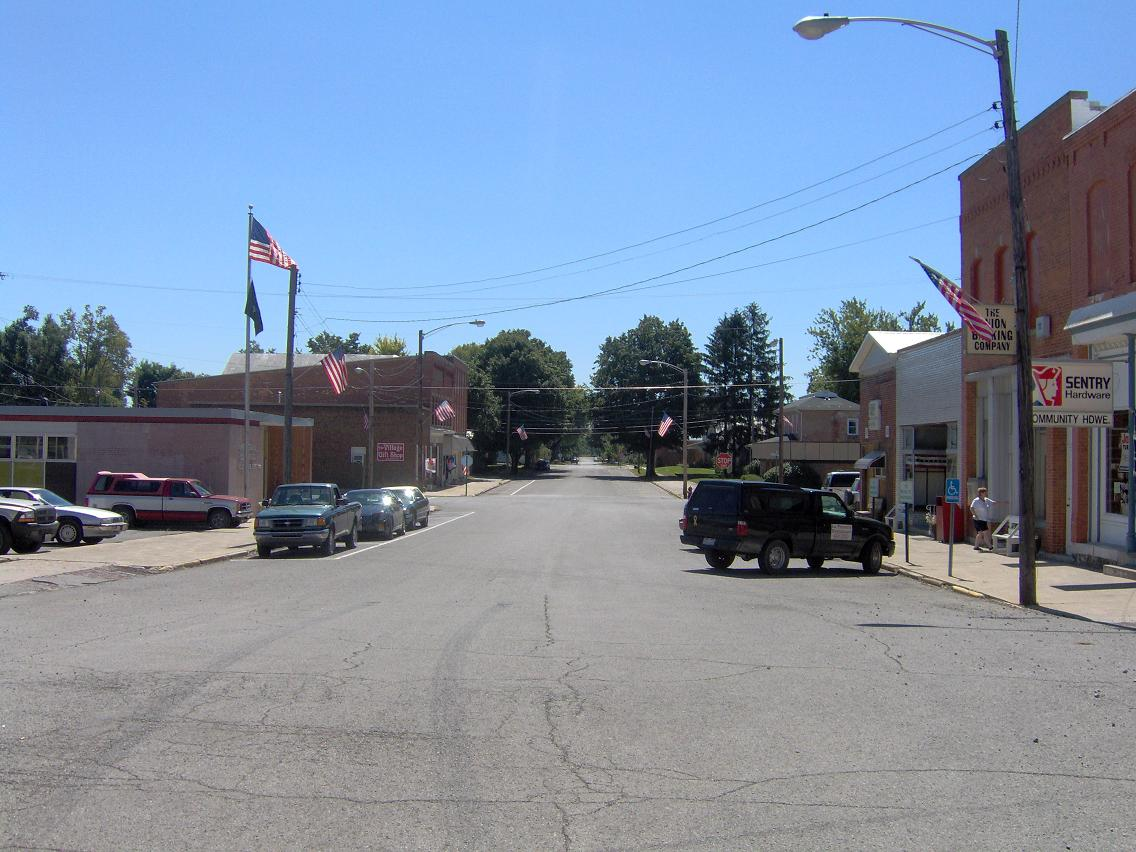
Belle Center

Belle Center – wieś w USA, w stanie Ohio, w hrabstwie Logan.
Liczba mieszkańców w 2000 roku wynosiła 807.